# Городская галерея в доме Ленбаха
Городская галерея в доме Ле́нбаха (нем. Städtische Galerie im Lenbachhaus), часто сокращённо Ле́нбаххаус — художественный музей в Мюнхене. Находится в охраняемой государством вилле Франца фон Ленбаха — памятнике архитектуры, построенном в 1887-1891 гг. по проекту Габриэля фон Зейдля, и перестроенной сначала в 1927—1929 гг. Хансом Гресселем, а затем в 1969—1972 гг. Генрихом Фольбером и Рудольфом Тёнессеном.

## Коллекция

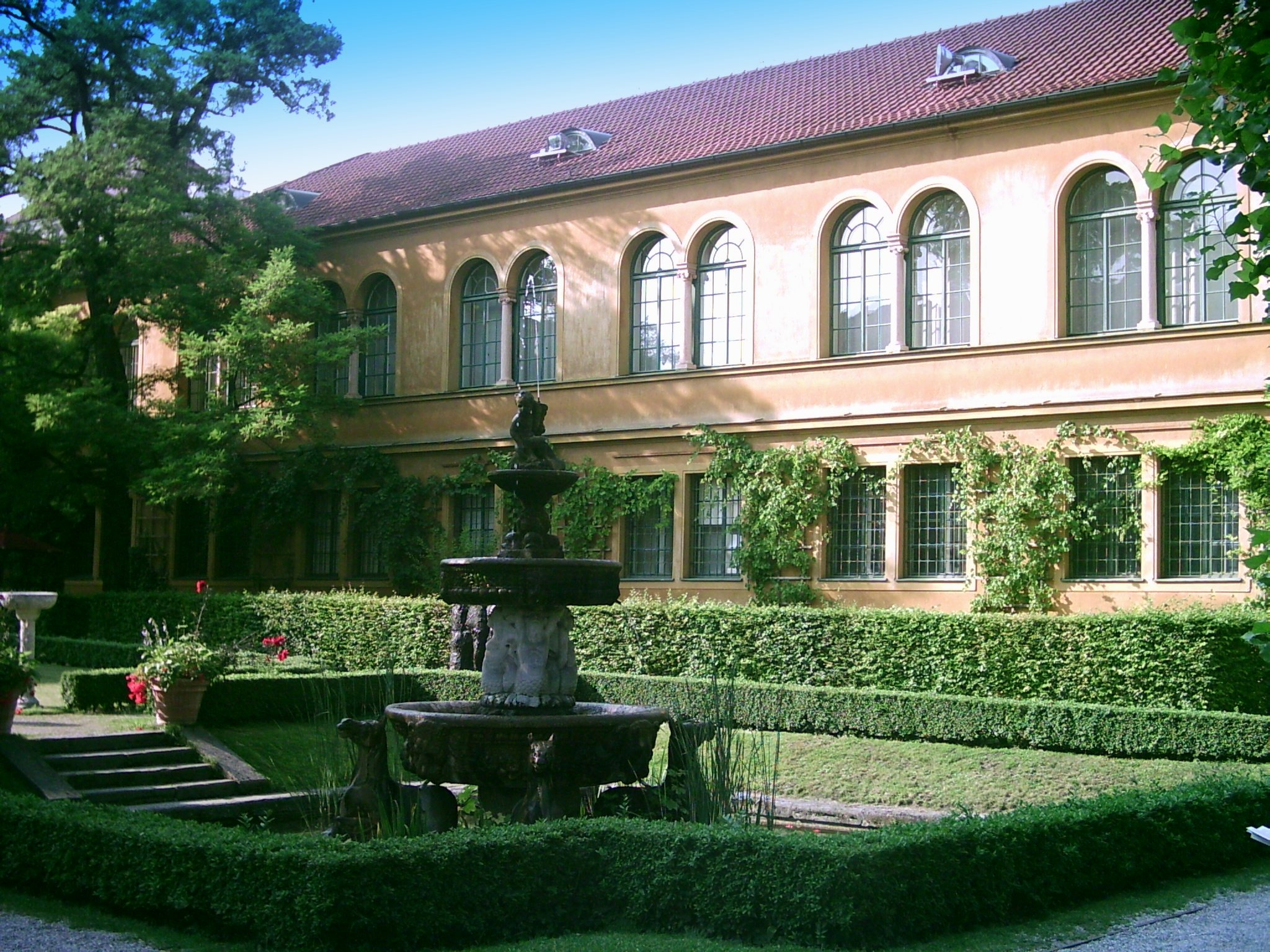
Северное крыло музея

В музее представлены в первую очередь работы художников XVIII—XIX вв., работавших в Мюнхене: Яна Полака, Кристофа Шварца, Жоржа Лемере («Графиня Гольштейн», 1754 год), Вильгельма фон Кобелля, Иоганна Георга фон Диллиса, Карла Ротмана, Карла Шпицвега, Эдуарда Шлейха, Карла Теодора фон Пилоти, Франца фон Штука, Франца фон Ленбаха, Фридриха Августа фон Каульбаха, Вильгельма Лейбля, Вильгельма Трюбнера и Ханса Тома. В северном крыле Ленбаххауза разместились работы художников XIX в. из так называемого круга мюнхенской школы.
В музее демонстрируются также работы художников-участников мюнхенского Сецессиона, основанного в 1892 г.: Ловиса Коринта, Макса Слефогта и Фрица фон Уде.
Свою международную славу музей снискал однако благодаря собранию работ, созданных художественной группой «Синий всадник»: Алексея Явленского, Василия Кандинского, Габриэлы Мюнтер, Франца Марка, Августа Макке, Марианны Верёвкиной и Пауля Клее.
В Городской галерее Ленбаха также представлены работы художественного направления «Новая вещественность»: Кристиана Шада, Рудольфа Шлихтера и др.

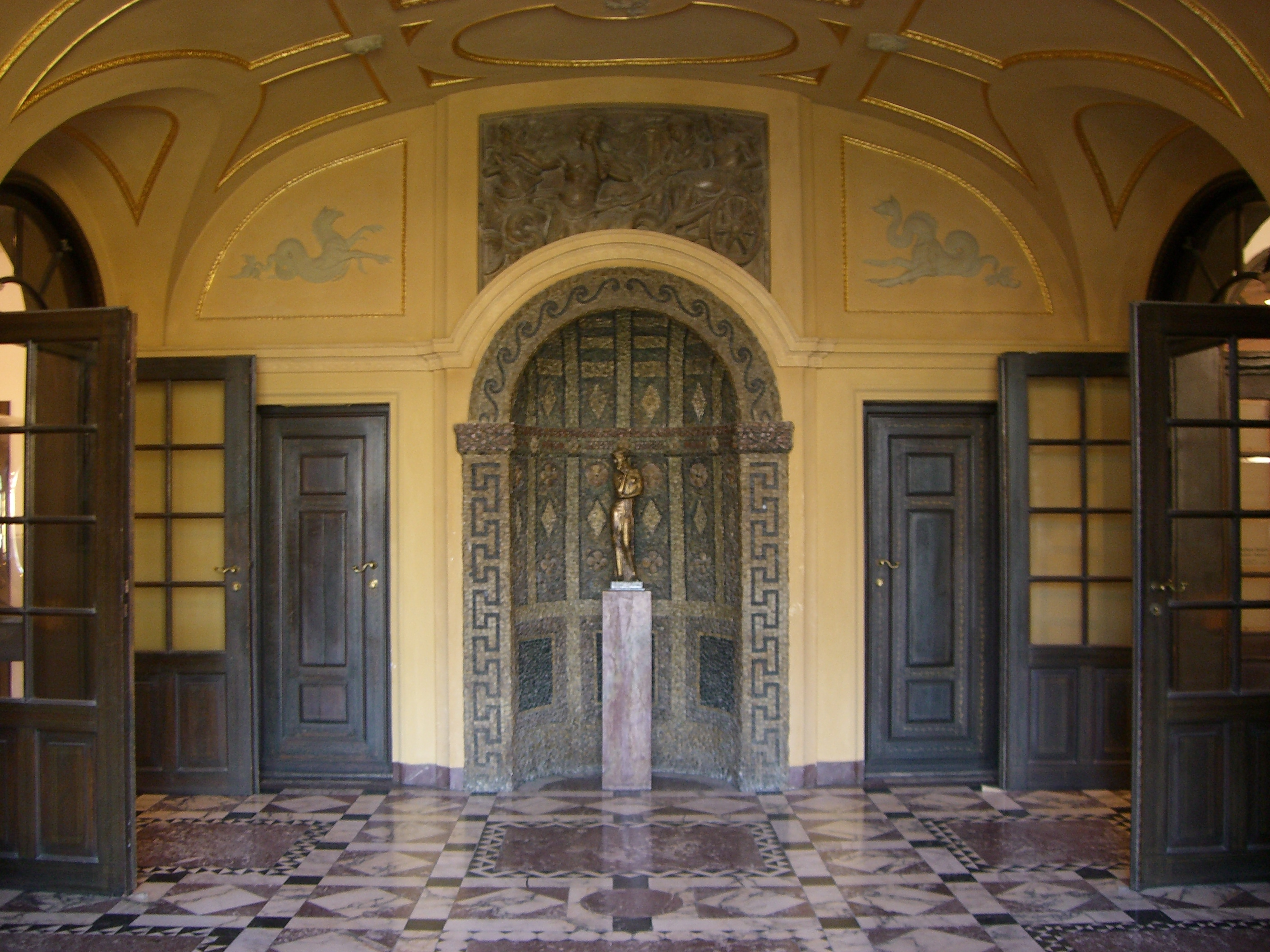
Вестибюль музея

Музей принимает также временные выставки. С 70-х гг. они знакомят публику с наиболее значительными тенденциями и явлениями в живописи, а также творчеством современных отечественных и зарубежных художников. В вопросах приобретения новых экспонатов музей ориентируется на собраниях работ отдельных художников. Выдающимся приобретением музея стала инсталляция «Покажи свою рану» (Zeige deine Wunde) Йозефа Бойса.
В музее находятся инсталляции и собрания произведений Марины Абрамович и Улая, Денниса Адамса, Франца Аккермана, Кристиана Болтански, Мела Бохнера, Пабло Бронштейна, Клауса фом Бруха, Лоуренса Вайнера, ВАЛИ ЭКСПОРТ, Эрвина Вурма, Рупрехта Гейгера, Изы Генцкен, Лайама Гиллика, Ханса Хофмана, Катарины Гроссе, Томаса Деманда, Вилли Доэрти, Михаэля Зайльшторфера, Катарины Зивердинг, Лэйко Икэмура, Асгера Йорна, Эльсуорта Келли, Ансельма Кифера, Давида Клербута, Альфреда Колера, Ловиса Коринта, Джеймса Коулмана, Марии Лассниг, Сола Левитта, Михаэлы Мелиан, Герхарда Мерца, Сары Моррис, Маурицио Наннуччи, Марселя Оденбаха, Романа Опалки, Зигмара Польке, Арнульфа Райнера, Герхарда Рихтера, Ульрики Розенбах, Ричарда Серра, Шона Скалли, Джеймса Таррелла, Вольфганга Тильманса, Энди Уорхола, Дэна Флавина, Сила Флойера, Гюнтера Форга, Гюнтера Фрутрунка, Михаэля Хайцера, Гэри Хилл, Дженни Хольцер, Андреаса Хофера, Штефана Хубера, Герри Шума, Олафура Элиассона, Харис Эпаминонды, венских акционистов и Мартина Вёрля.
С марта 2009 года до мая 2013 года музей был закрыт для посещения из-за капитального ремонта. Проект реконструкции виллы был выполнен архитектурным бюро Нормана Фостера. Одно лишь новое освещение — плод совместной работы архитектора Н. Фостера и художника Олафура Элиассона — обошлось в 2 миллиона евро.
Об открытии музея после реконструкции в 2013 году сообщила медиакомпания «Немецкая волна»

### Галерея

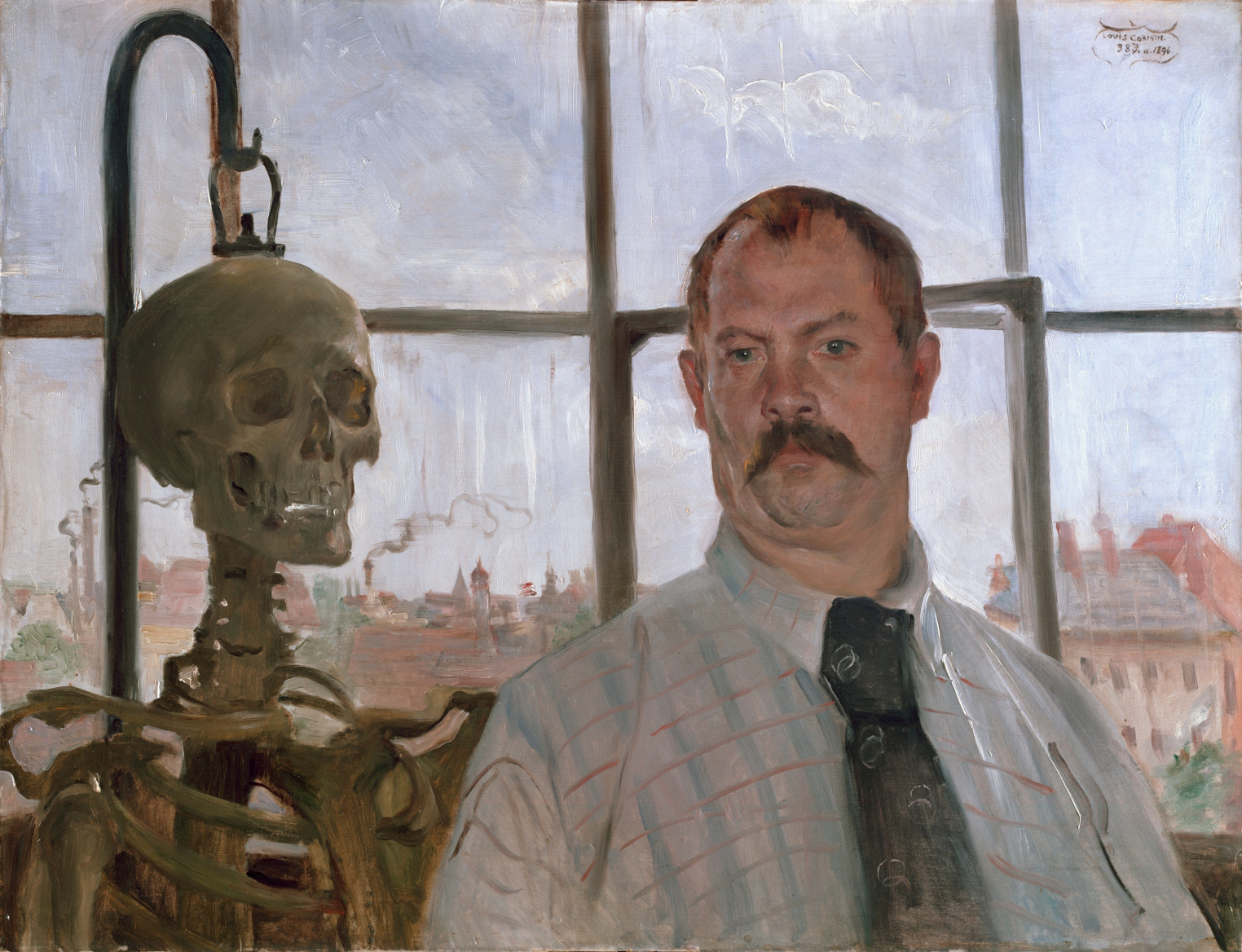
Ловис Коринт Автопортрет со скелетом, 1896
Ловис Коринт Портрет пианиста Конрада Анзорге, 1903
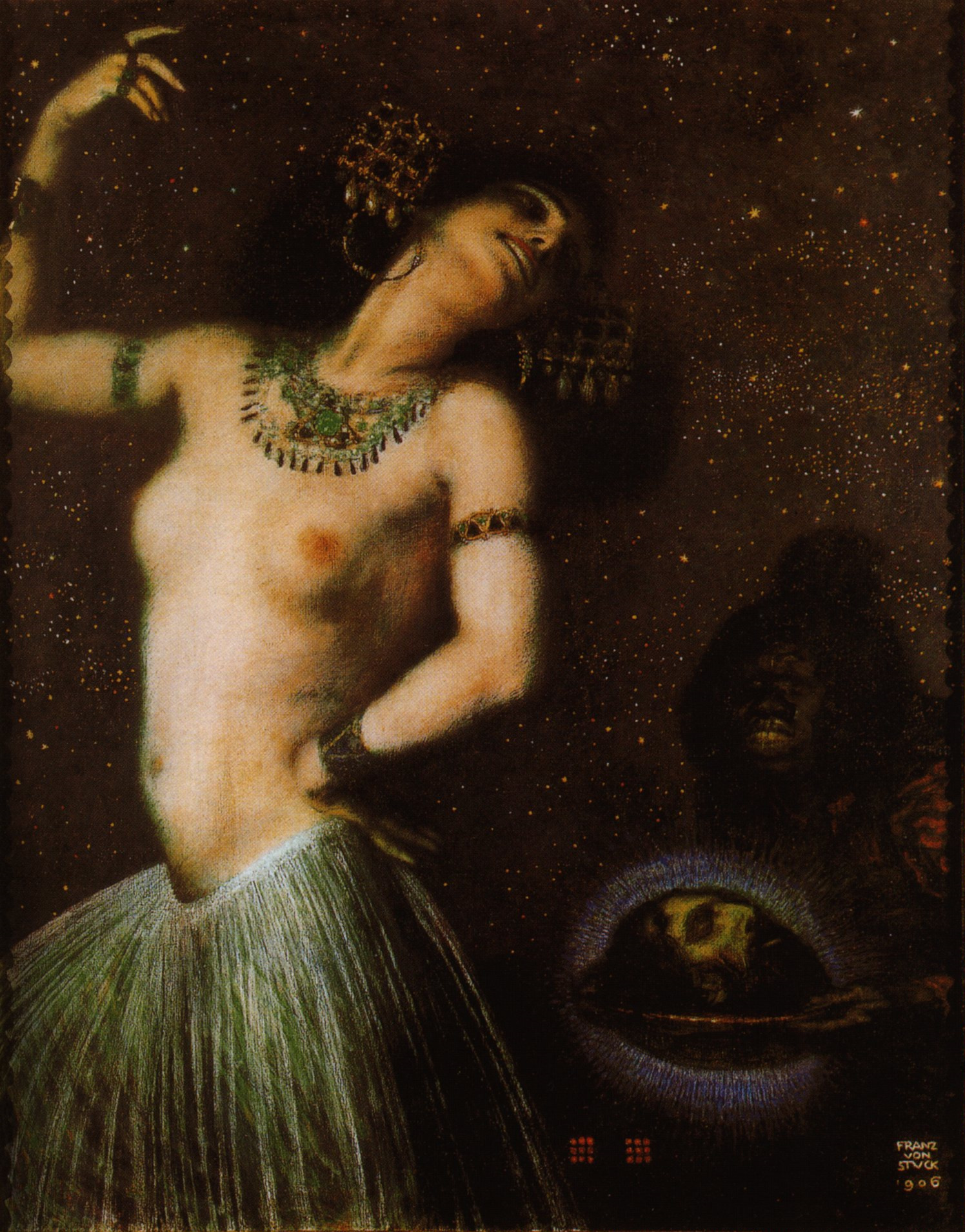
Франц фон Штук Саломея, 1906
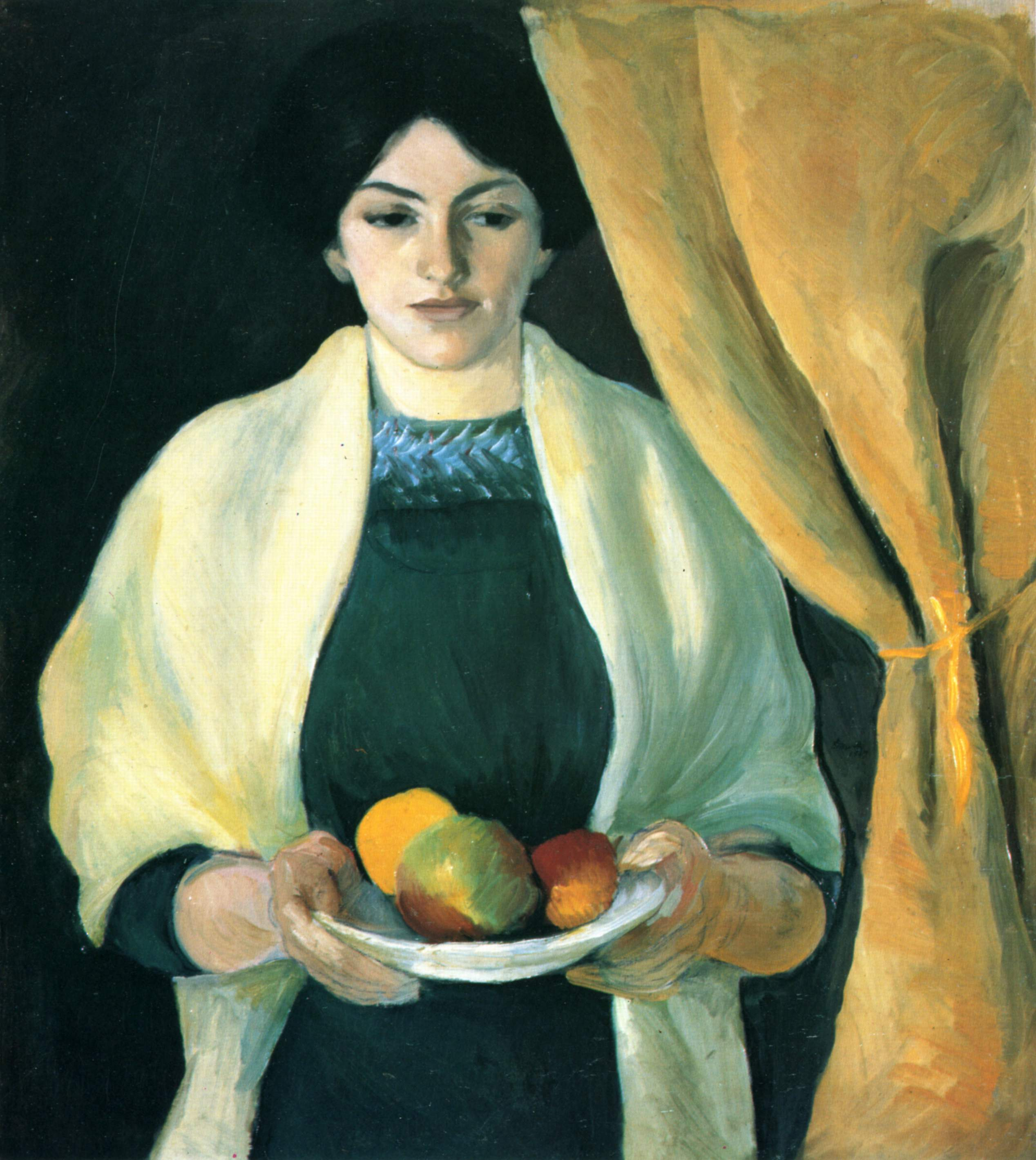
Август Макке Портрет с яблоками, 1909
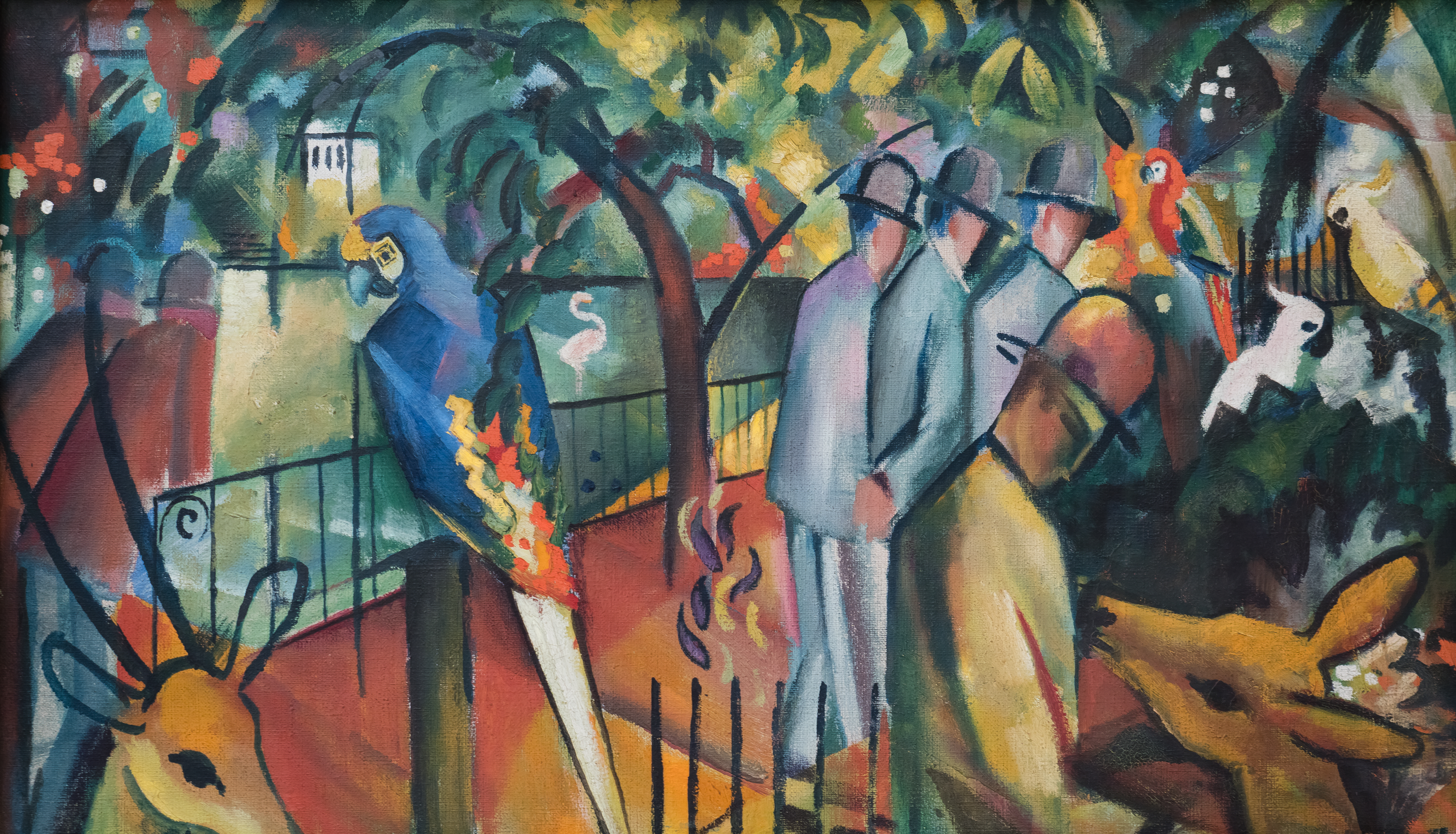
Август Макке Зоологический сад I, 1912
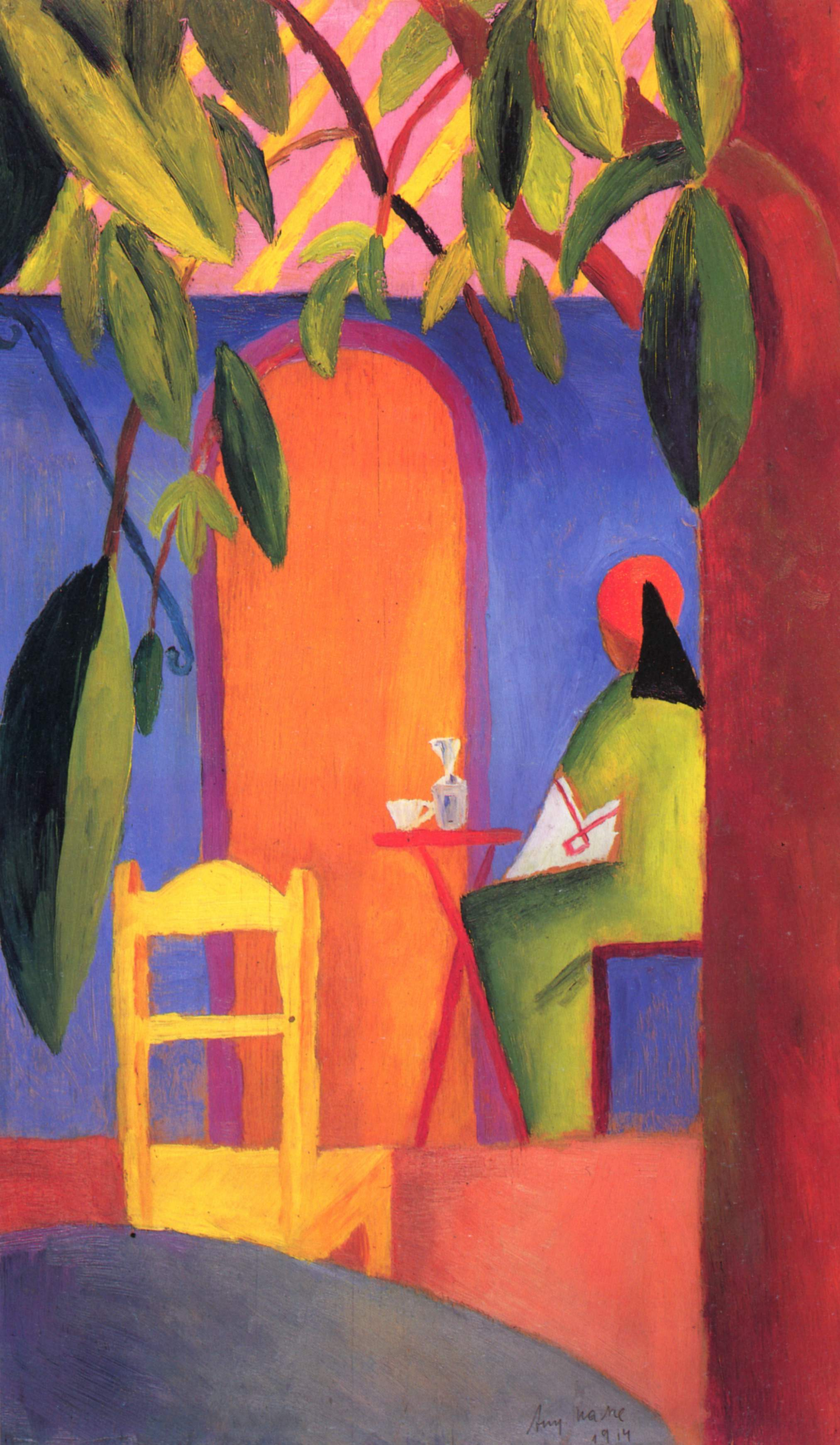
Август Макке Турецкое кафе, 1914
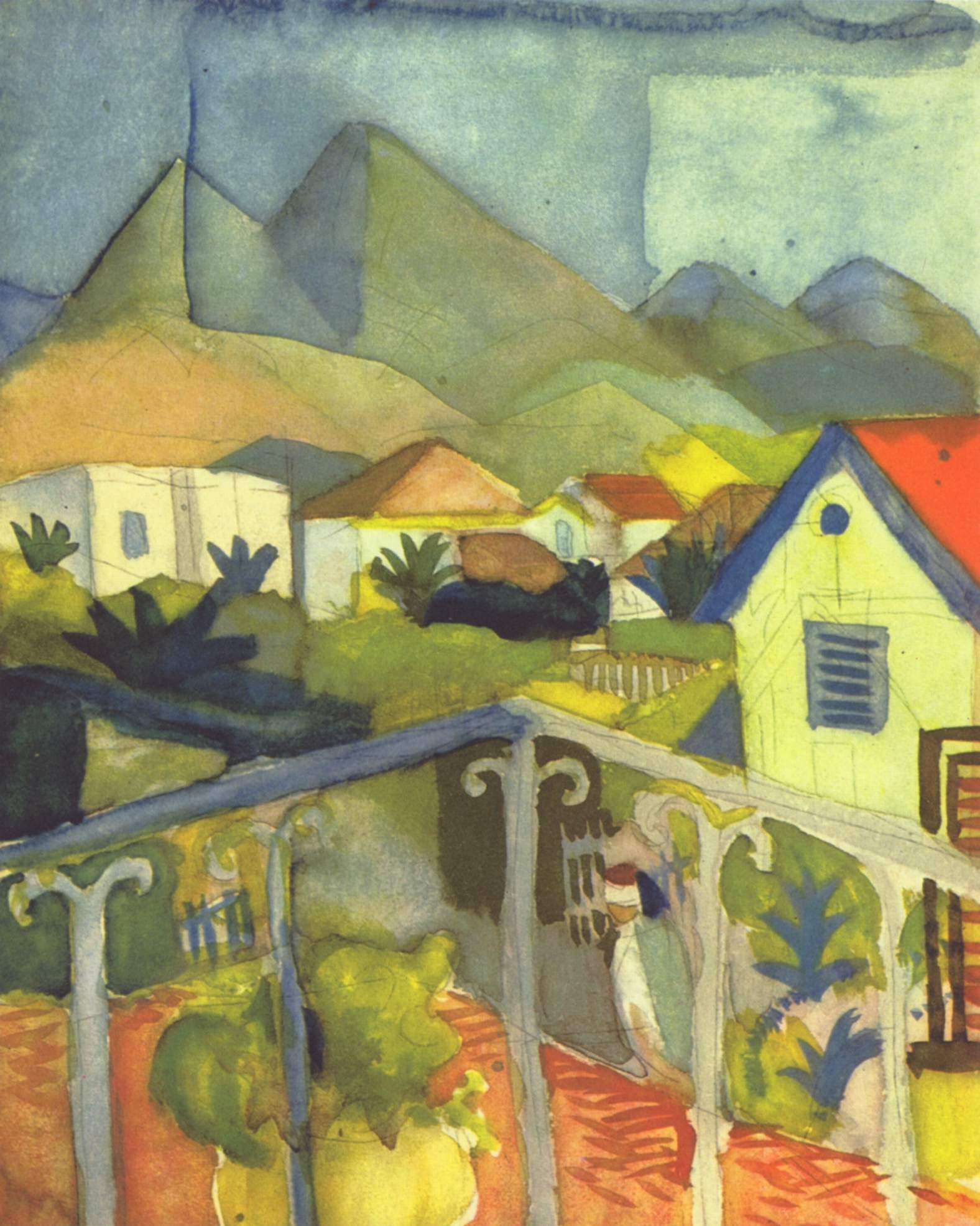
Август Макке Сен-Жермен у Туниса, 1914
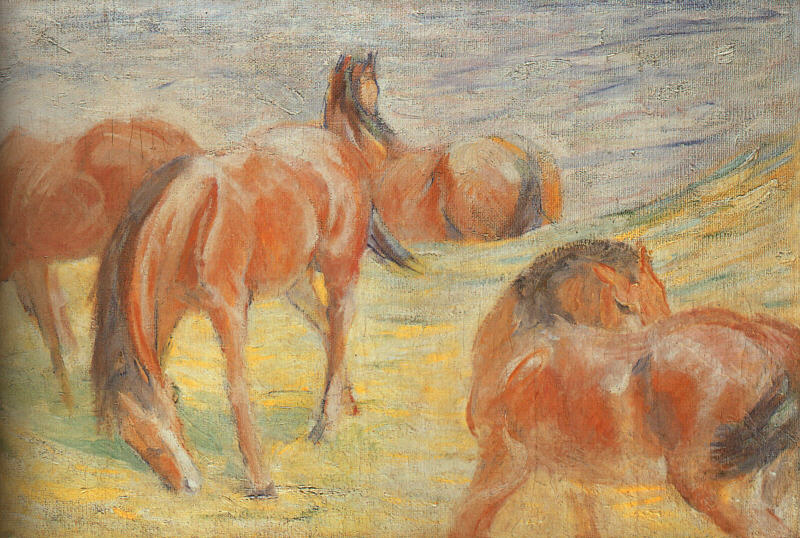
Франц Марк Пасущиеся кони I, 1910
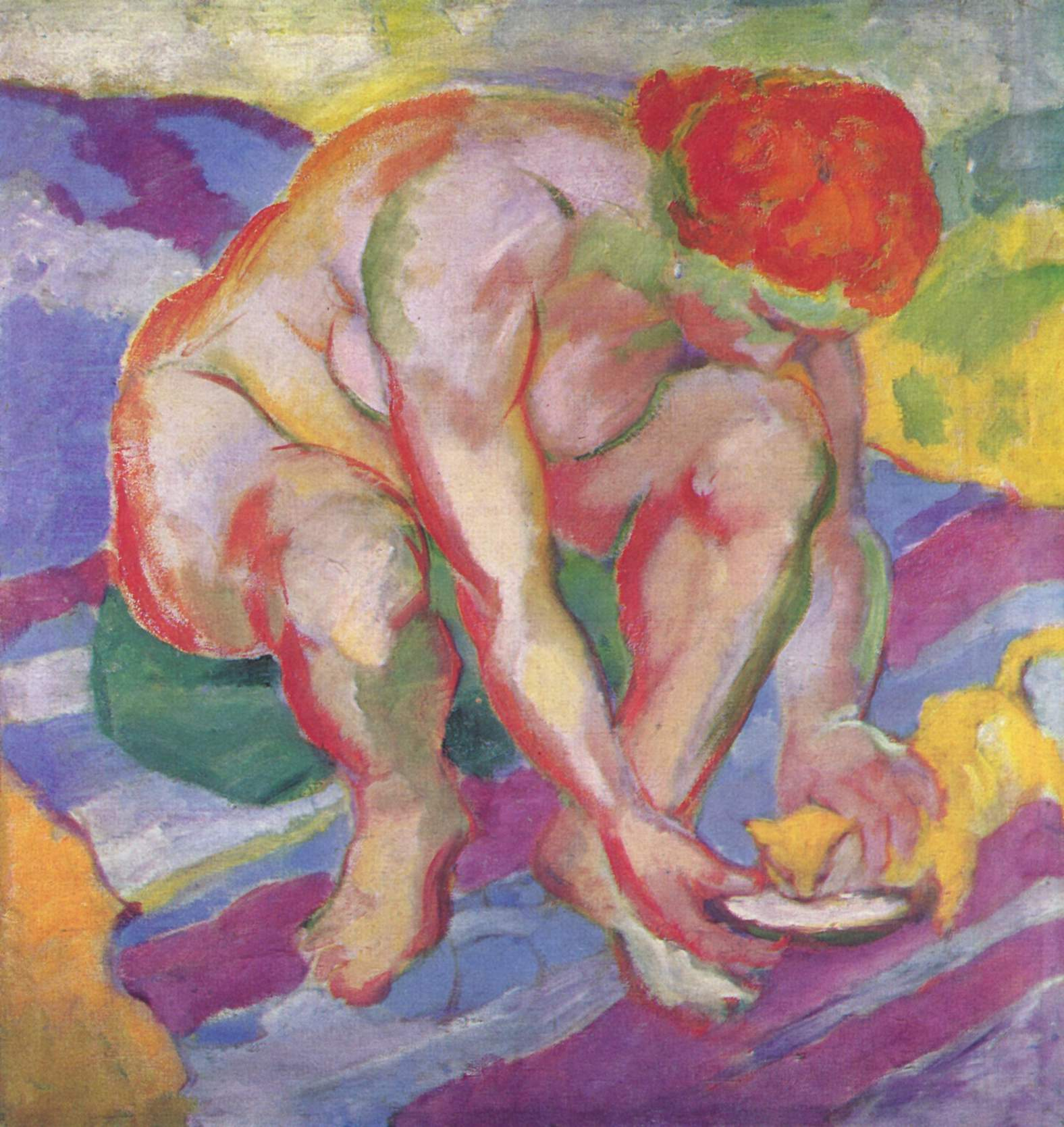
Франц Марк Ню с кошкой, 1910
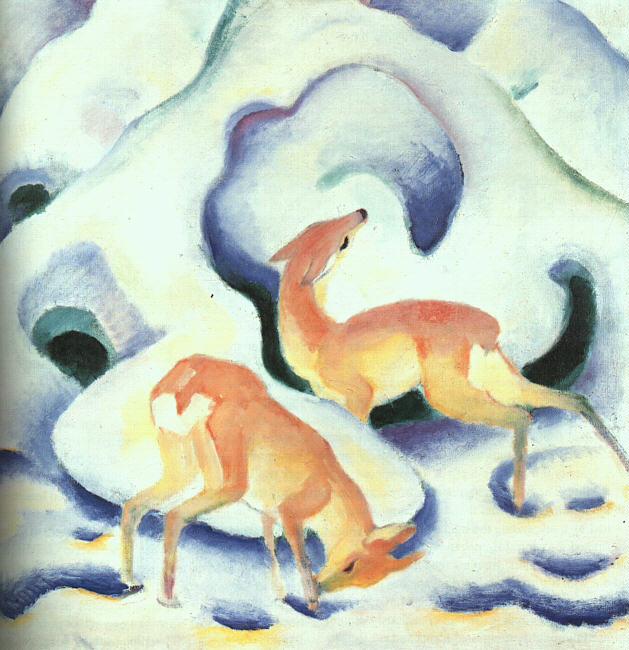
Франц Марк Косули на снегу, 1911
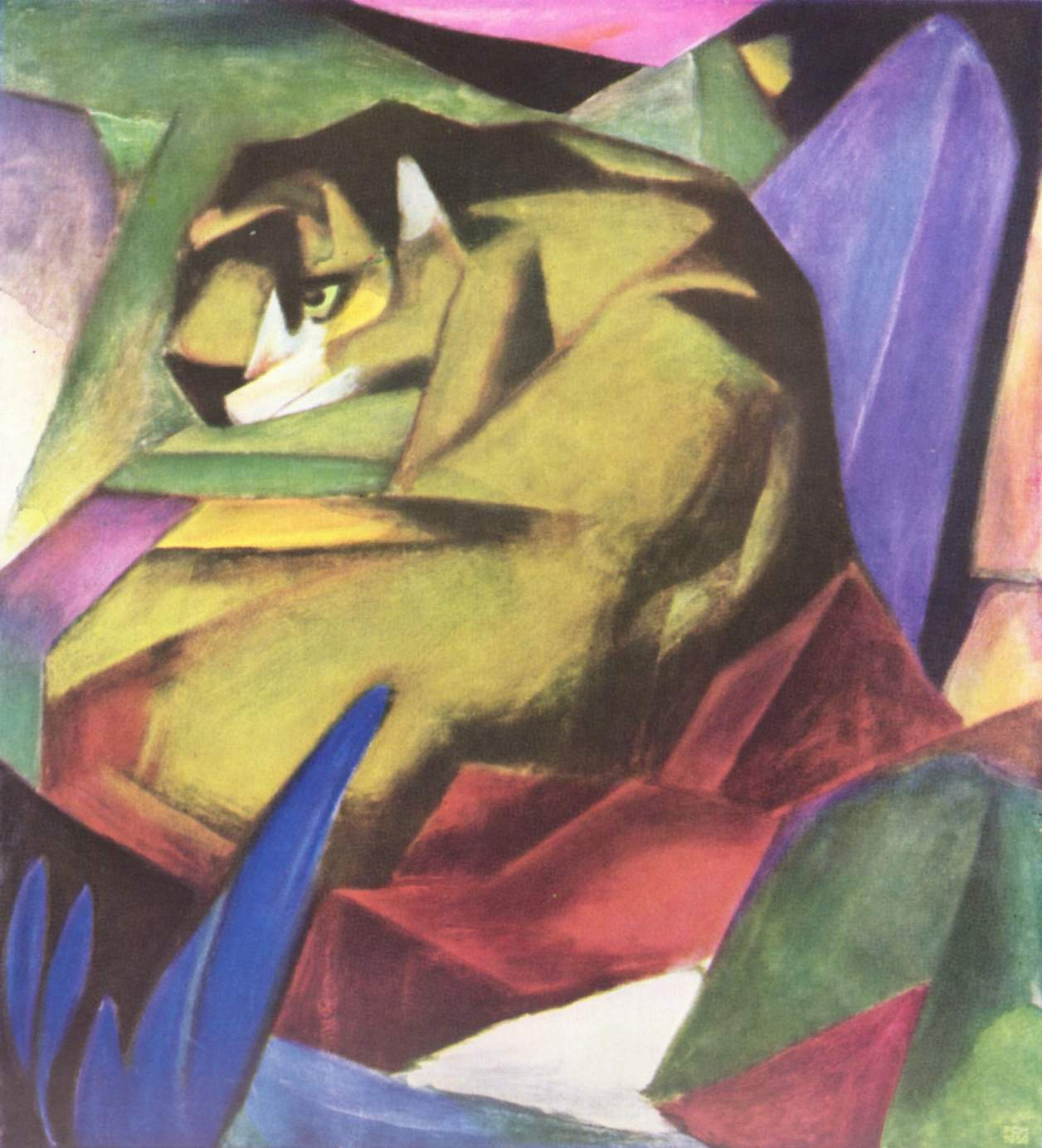
Франц Марк Тигр, 1912
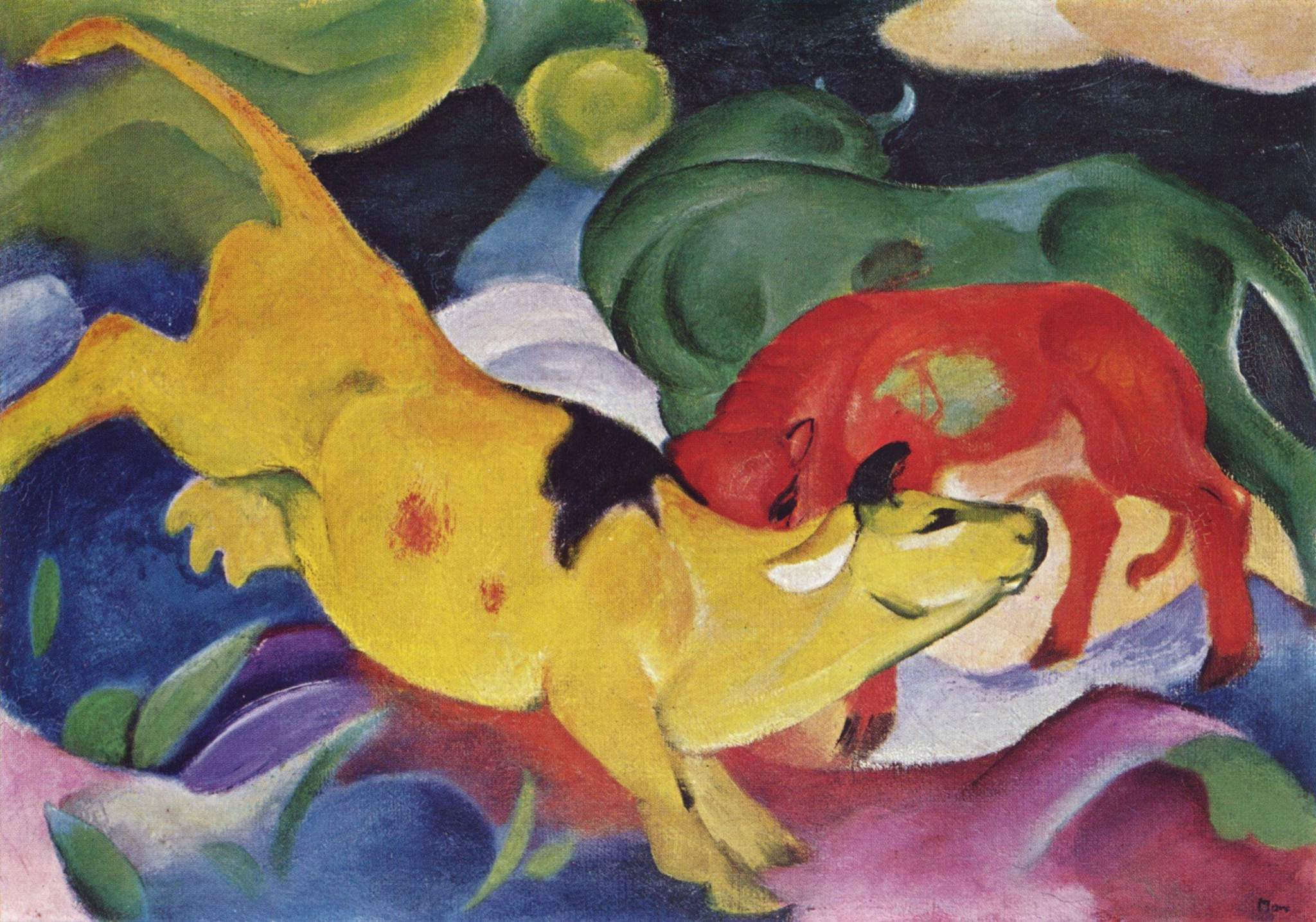
Франц Марк Жёлто-красно-зелёные коровы, 1912